# ایوا سیکس
ایوا سیکس (مجاری: Eva Six؛ ۱۹۳۷ – دههٔ ۲۰۰۰ میلادی) بازیگر مجارستانی‌الاصل اهل ایالات متحده آمریکا بود که در اوایل دههٔ ۱۹۶۰ میلادی، شهرتی چون ژاژا گابور داشت. 
از فیلم‌هایی که وی در آن‌ها نقش داشته است، می‌توان به بیچ پارتی و ۴ نفر برای تگزاس اشاره نمود.